# Robot học bầy đàn

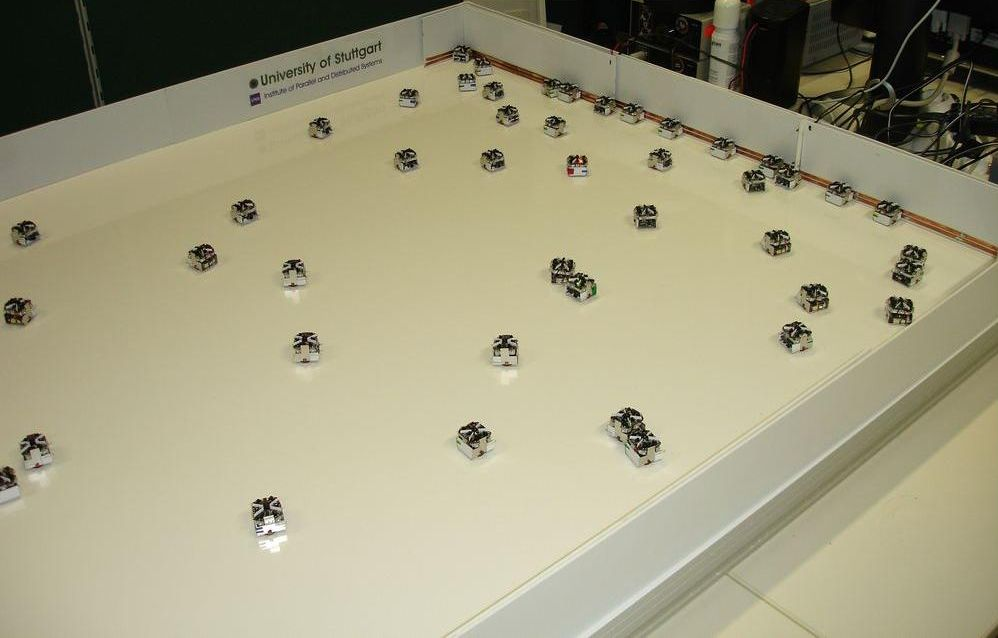
Một loạt các robot micro Jasmine mã nguồn mở tự nạp điện

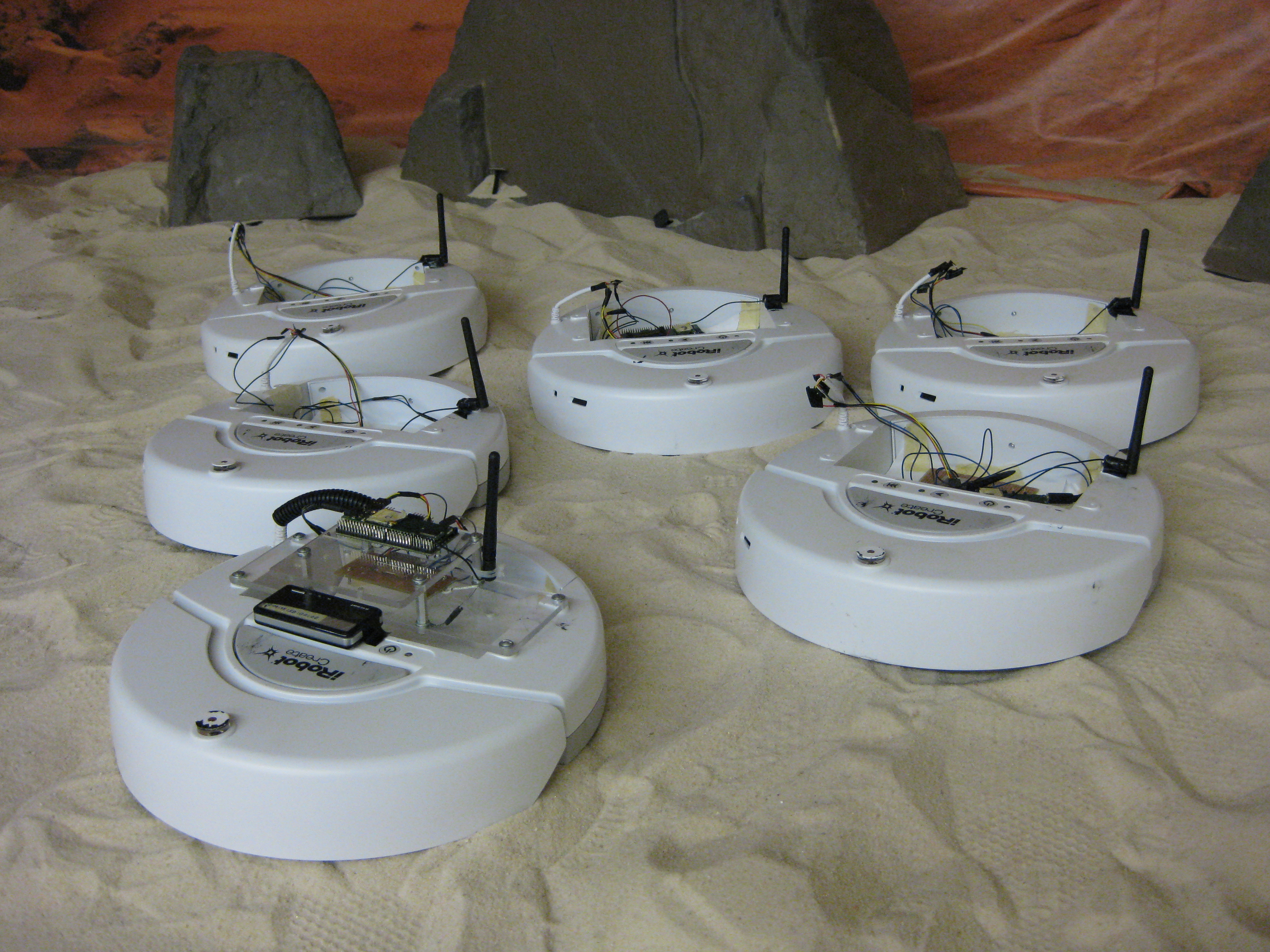
Một nhóm các robot iRobot Create tại Viện Công nghệ Georgia

Robot học bầy đàn là một cách tiếp cận sự phối hợp của nhiều robot như một hệ thống bao gồm một số lượng lớn các robot vật lý đơn giản. Người ta cho rằng một hành vi tập thể mong muốn xuất hiện từ sự tương tác giữa các robot và tương tác của robot với môi trường. Cách tiếp cận này nổi lên trên lĩnh vực trí tuệ đám đông  nhân tạo, cũng như các nghiên cứu sinh học côn trùng, kiến và các lĩnh vực khác trong tự nhiên, nơi mà hành vi bầy đàn xuất hiện.

## Định nghĩa
Nghiên cứu về robot bầy đàn là nghiên cứu thiết kế robot, cơ thể vật lý và hành vi kiểm soát của chúng. Nó được truyền cảm hứng nhưng không bị giới hạn bởi hành vi đột sinh được quan sát thấy trong các loài côn trùng có xã hội, được gọi là trí tuệ bầy đàn. Các quy tắc cá nhân tương đối đơn giản có thể tạo ra một tập hợp lớn các hành vi bầy đàn phức tạp. Thành phần chính là giao tiếp giữa các thành viên của nhóm xây dựng hệ thống phản hồi không đổi. Hành vi đàn áp liên quan đến sự thay đổi liên tục của các cá nhân trong hợp tác với những người khác, cũng như hành vi của cả nhóm.
Không giống như các hệ thống robot phân tán nói chung, robot bầy đàn nhấn mạnh một số lượng lớn các rô bốt, và thúc đẩy khả năng mở rộng quy mô, ví dụ bằng cách chỉ sử dụng giao tiếp cục bộ. không dây, như tần số vô tuyến hoặc hồng ngoại.

## Mục tiêu và ứng dụng
Thu nhỏ và chi phí là yếu tố quan trọng trong robot theo nhóm. Đây là những khó khăn trong việc xây dựng các nhóm robot lớn; do đó sự đơn giản của từng thành viên trong nhóm cần được nhấn mạnh. Điều này sẽ thúc đẩy một cách tiếp cận thông minh bầy đàn để đạt được hành vi có ý nghĩa ở cấp độ bầy đàn, thay vì cấp độ cá thể.
Nhiều nghiên cứu đã được hướng vào mục tiêu đơn giản này ở cấp độ robot cá thể. Có thể sử dụng phần cứng thực tế trong nghiên cứu Robot học bầy đàn hơn là mô phỏng cho phép các nhà nghiên cứu gặp gỡ và giải quyết nhiều vấn đề hơn và mở rộng phạm vi nghiên cứu bầy đàn. Do đó, việc phát triển robot đơn giản cho nghiên cứu trí thông minh bầy đàn là một khía cạnh rất quan trọng của lĩnh vực này. Các mục tiêu bao gồm giữ chi phí của các rô bốt cá thể thấp để cho phép khả năng mở rộng quy mô, làm cho mỗi thành viên của nhóm đòi hỏi ít tài nguyên hơn và tiết kiệm năng lượng hơn.
Một trong những hệ thống như vậy là hệ thống Robot LIBOT có liên quan đến một robot chi phí thấp được xây dựng cho robot bầy đàn ngoài trời. Các robot cũng được thực hiện với các điều khoản sử dụng trong nhà thông qua Wi-Fi, vì các cảm biến GPS cung cấp thông tin liên lạc kém bên trong các tòa nhà. Một nỗ lực như vậy là robot micro (Colias), được xây dựng trong Phòng thí nghiệm thông minh máy tính tại Đại học Lincoln, Vương quốc Anh. Robot micro này được xây dựng trên một khung hình tròn 4 cm và là nền tảng mở và chi phí thấp để sử dụng trong một loạt các ứng dụng Robot học bầy đàn.

### Các ứng dụng
Các ứng dụng tiềm năng cho robot bầy đàn rất nhiều. Chúng bao gồm các nhiệm vụ đòi hỏi thu nhỏ (robot học nano, robot học micro), giống như các nhiệm vụ phát hiện phân tán trong máy móc micro hoặc cơ thể con người. Một trong những ứng dụng đầy hứa hẹn nhất của robot bầy đàn là trong các sứ mệnh cứu hộ thiên tai. Các rô bốt có kích thước khác nhau có thể được gửi đến những nơi mà nhân viên cứu hộ không thể tiếp cận một cách an toàn, để phát hiện sự hiện diện của cuộc sống qua cảm biến hồng ngoại. Mặt khác, robot bầy đàn có thể phù hợp với các nhiệm vụ đòi hỏi thiết kế giá rẻ, ví dụ như khai thác mỏ hoặc các hoạt động lùng sục nguồn thức ăn nông nghiệp. Ngoài ra một số nghệ sĩ sử dụng các kỹ thuật robot bầy đàn để nhận ra các hình thức nghệ thuật tương tác mới.
Nhiều tranh cãi hơn, robot quân sự bầy đàn có thể hình thành một đội quân tự trị. Lực lượng hải quân Mỹ đã thử nghiệm một loạt các tàu tự hành có thể tự chỉ đạo và thực hiện các hành động tấn công. Các tàu thuyền không người lái và có thể được trang bị bất kỳ loại kit để ngăn chặn và tiêu diệt các tàu đối phương.
Hầu hết các nỗ lực tập trung vào các nhóm máy tương đối nhỏ. Tuy nhiên, một bầy gồm 1.024 robot cá thể đã được chứng minh bởi Harvard vào năm 2014, được xem là lớn nhất cho đến nay.
Một tập hợp lớn các ứng dụng khác có thể được giải quyết bằng cách sử dụng các phương tiện bay micro, cũng được nghiên cứu rộng rãi hiện nay. So với các nghiên cứu tiên phong về rô bốt bầy đàn bay sử dụng hệ thống ghi hình chuyển động chính xác trong điều kiện phòng thí nghiệm, các hệ thống hiện tại như Shooting Star có thể kiểm soát các đội gồm hàng trăm phương tiện bay micro trong môi trường ngoài trời sử dụng các hệ thống GNSS (chẳng hạn như GPS) hoặc thậm chí ổn định chúng bằng cách sử dụng các hệ thống định vị trên bo mạch nơi GPS không khả dụng.  Một bầy thiết bị bay micro đã được thử nghiệm trong các nhiệm vụ giám sát tự hành, theo dõi khói, và trinh sát trong một đội hình nhỏ gọn.  Nhiều công trình liên quan đến hợp tác của các nhóm phương tiện trên không và dưới đất  không người lái đã được thực hiện với các ứng dụng mục tiêu  là giám sát môi trường hợp tác, bảo vệ đoàn xe, và định vị và theo dõi mục tiêu di chuyển.